# Kloster Dorstadt

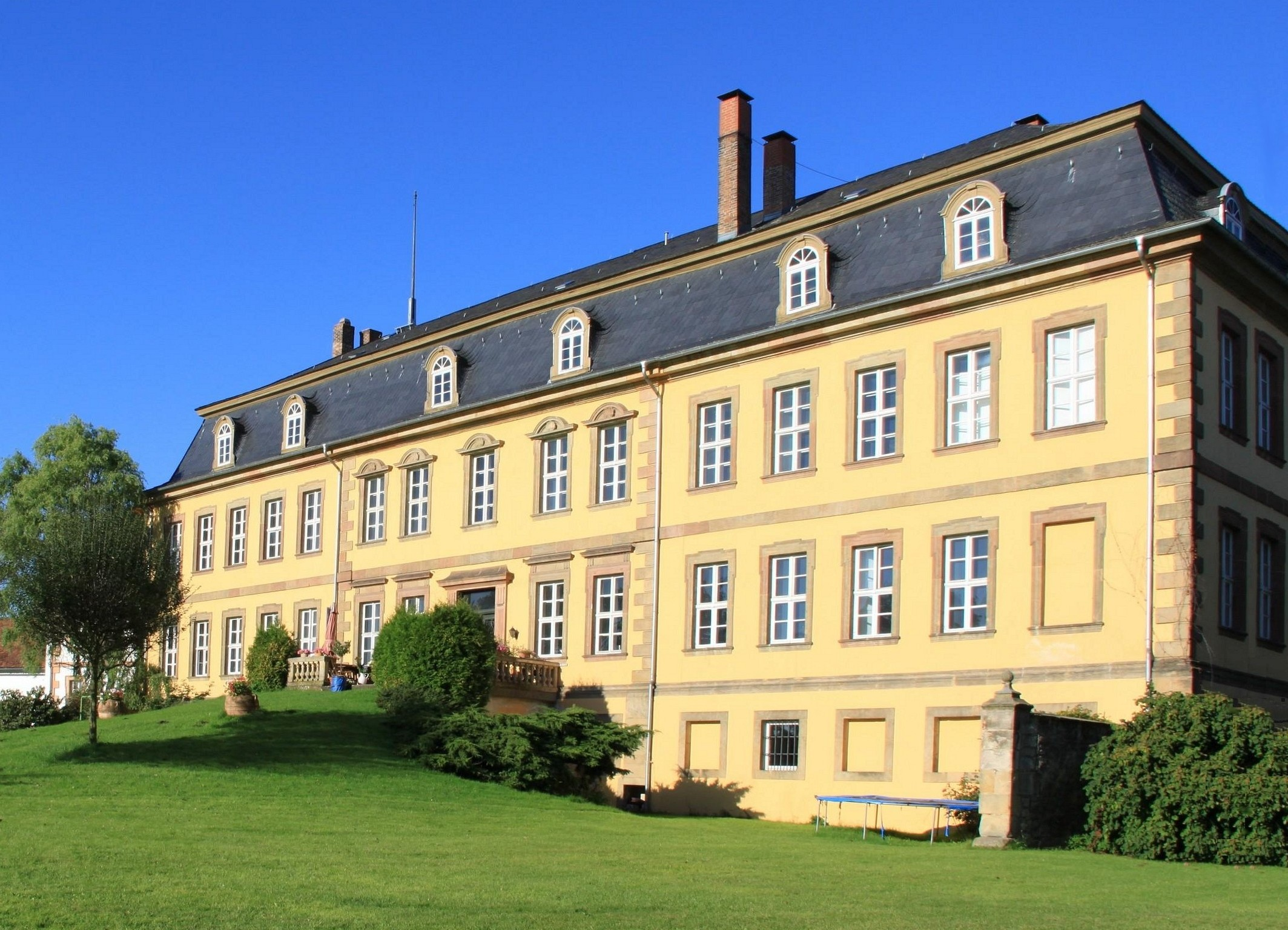
Herrenhaus des ehemaligen Klosters und Guts Dorstadt, Parkseite

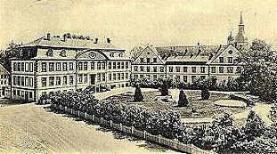
Das Gebäudeensemble 1903; rechts im Hintergrund der Turm der 1919 niedergebrannten Klosterkirche

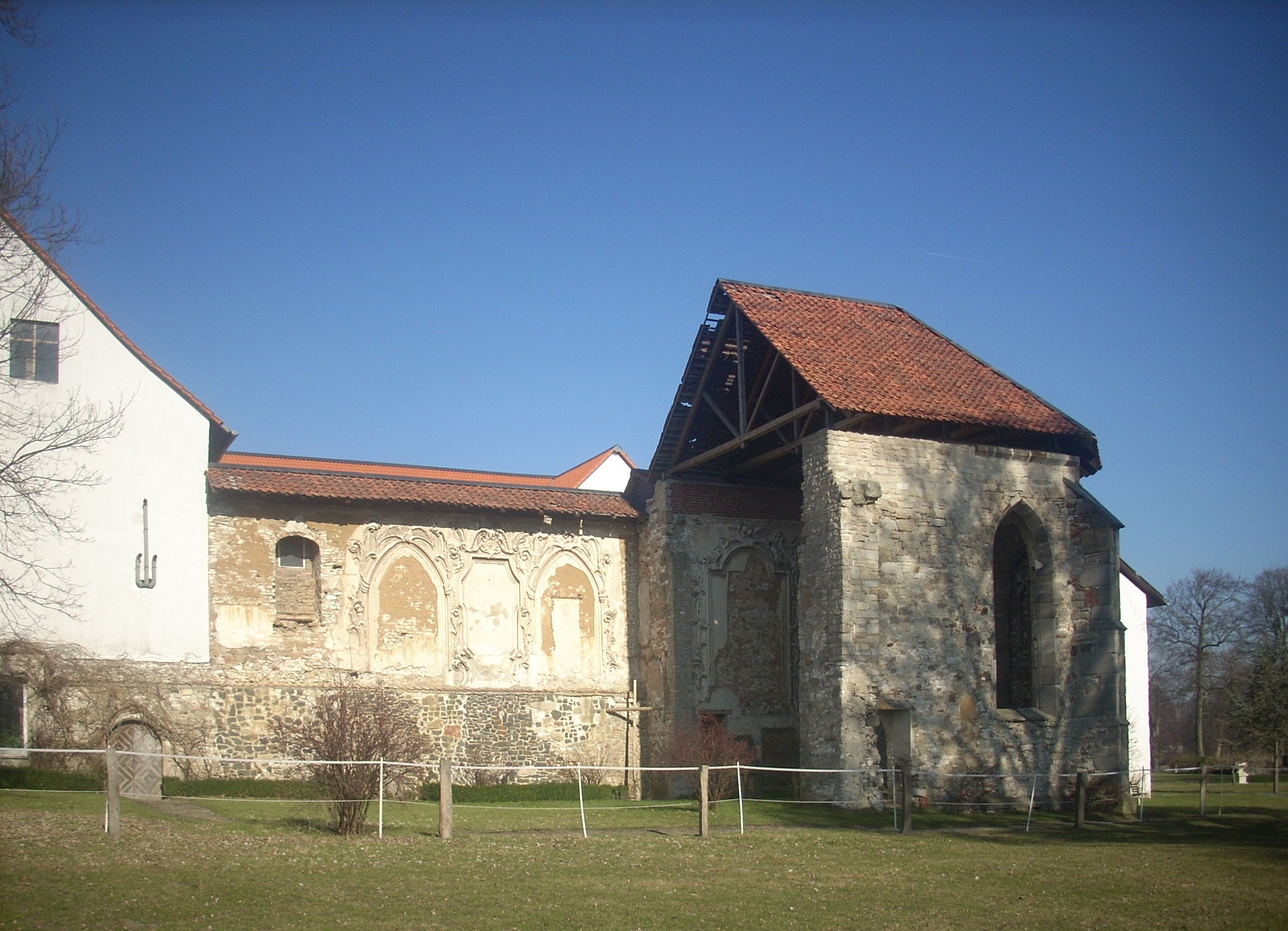
Ruine der Klosterkirche

Das Kloster Dorstadt ist ein ehemaliges Augustiner-Chorfrauen-Stift in Dorstadt, Landkreis Wolfenbüttel. Nach der Säkularisation 1810 wurde es ein Gutshof und befindet sich heute in Privatbesitz.

## Geschichte und Gebäude
Das Kloster war eine Stiftung des sächsischen Adelsgeschlechts von Dorstadt. Es wurde im Jahr 1189 von Arnold von Dorstadt gestiftet, der ohne Erben verstarb. Sein Verwandter Bischof Adelog von Hildesheim bestätigte und privilegierte die Gründung im selben Jahr. Das Kloster erhielt das Patrozinium Zum heiligen Kreuz.
Nach 150 Jahren kultureller Blüte und wirtschaftlicher Expansion musste 1327 erstmals Land verkauft werden. 1438 zerstörte ein Brand große Teile der Gebäude, was einen langwierigen und kostspieligen Wiederaufbau nach sich zog. Als Folge der Hildesheimer Stiftsfehde kam Dorstadt im Jahre 1519 mit weiten Teilen des Hochstifts Hildesheim zum Herzogtum Braunschweig-Lüneburg. Da das gesamte Herzogtum (nach einer ersten Phase von 1543 bis 1547) im Jahre 1568 zur lutherischen Konfession wechselte, wurde das Kloster in ein evangelisches Damenstift umgewandelt.
Mit der Wiederherstellung des Hochstifts in den alten Grenzen kam Dorstadt 1643 wieder in den Machtbereich der Hildesheimer Fürstbischöfe. Die bereits verfallenen Gebäude des Klosters brannten 1646 fast vollständig aus. Erst nach Überwindung der schlimmsten Folgen des Dreißigjährigen Kriegs besiedelte Bischof Maximilian Heinrich von Bayern die Klosteranlage wieder mit Augustinerinnen, die 1680 mit dem Bau des neuen barocken Gebäudeensembles begannen, das 1720 fertiggestellt war. Die Klosterkirche war zugleich katholische Pfarrkirche.
Nach dem Ende des Heiligen Römischen Reichs wurde auch das Kloster Dorstadt aufgelöst. Es kam in westphälischen Staatsbesitz und wurde 1810 in Privathand verkauft. 1919 wurde die Anlage erneut von einem Brand heimgesucht. Die fast völlig zerstörte Kirche wurde aufgegeben und 1937 durch den Neubau der Heilig Kreuz-Kirche an anderer Stelle ersetzt. Diese wurde 1963/64 erweitert und mit einem frei stehenden Glockenturm ausgestattet. Sie gehört heute zur Pfarrei St. Petrus in Wolfenbüttel.
Die übrigen Klostergebäude konnten originalnah restauriert werden. Dasselbe geschah nach einem Brand des Westflügels im Jahr 1947. Das Herrenhaus, ehemals Propstei, dient den Eigentümern, der Familie von Löbbecke, Freiherren von Girsewald, als Wohnhaus. Dahinter erstreckt sich der weitläufige Park. Das ehemalige Konventsgebäude ist heute ein Wohngebäude mit modernen Mietwohnungen.